# 간사이 외국어대학
간사이 외국어대학(일본어: 関西外国語大学 かんさいがいこくごだいがく)은 일본 오사카부 히라카타시에 있는 사립 대학이다. 약칭은 간사이 외대(関西外大/かんさいがいだい), 간외대(関外大/かんがいだい), 간외(関外/かんがい), KGU로 불린다.

## 연혁
- 1945년 오사카 시 히가시스미요시 구에 다니모토 영문학원을 창립
- 1947년 간사이 외국어학교를 개설